# Astragalus lacteus
Astragalus lacteus là một loài thực vật có hoa trong họ Đậu. Loài này được Heldr. & Sartori miêu tả khoa học đầu tiên.